# علي عبد الله جابر
علي عبد الله جابر السعيدي  (27 أغسطس 1953م/ذي الحجة 1373هـ - 14 ديسمبر 2005م/12 ذي القعدة 1426هـ) إمام الحرم المكي من الفترة من 1401هـ - 1409هـ تخللها فترة سفر إلى كندا ترك الإمامة رسمياً في عام 1402هـ وعاد ليكون مكلفاً للإمامة عام 1406هـ وحتى 1409هـ إثر مرض ألم به منذ فترة طويلة، ومدرساً في الفقه المقارن بقسم الدراسات الإسلامية بجامعة الملك عبد العزيز بجدة. ولد علي جابر في مدينة جدة عام 1373هـ في شهر ذي الحجة، انتقل إلى المدينة المنورة مع والديه عند بلوغه الخامسة من العمر.
أحب تلاوته ملايين المسلمين وقلده الكثير من الأئمة بسبب أسلوب تلاوته المميزة، لم تكن لديه رغبة في الإمامة مطلقا ولكن أقحم فيها إقحاما وقد كان الباعث الأساسي على حفظ كتاب الله إنما حفظه وتعقله وتدبر معانيه، ولم يكن المقصود منه أن يكون به إماماً، ولكن شاء الله تعالى أن يتولى الإمامة في مسجد الغمامة بالمدينة النبوية سنتين متتاليتين: (1394- 1396 هـ).
لفت إليه أنظار المسلمين من جميع أنحاء العالم فقد آتى الله الشيخ صوتاً شجياً جميلاً في قراءة القرآن وتجويده حتى كان أعجوبة عند الناس، وقد فقد صوته فترة خضع فيها للعلاج، بعد خروجه مع الملك خالد إلى المسجد الحرام وقدمه للصلاة عند تعيينه بالحرم. ترك الإمامة في المسجد الحرام بعد عام 1409 هـ ولم يلتزم بالإمامة في مسجد آخر، وإنما كان المصلون يطلبون منه التقدم للصلاة بهم في عدة مساجد إذا كان الشيخ موجوداً عند إقامة الصلاة. وكان يطلب من الشيخ إمامة الناس بالتراويح في مسجد بقشان بجدة بحكم أنه أقرب المساجد إلى بيت الشيخ وكونه مسجداً جامعاً. وقد أم الشيخ فيه المصلين عام 1410 هـ وبعده بعدة سنوات ثم أن الشيخ أتعبه المرض فلم يقدر على الوقوف طويلاً فكان يصلي نصف الصلاة ويكمل الصلاة معه شاب آخر، ثم لم يعد الشيخ يؤم بالناس التراويح لأن الوقوف يثقل عليه.
كان حلم الشيخ علي جابر أن يحصل على الدكتوراه بعد حصوله على الماجستير عام 1400 هـ، بعد انقطاع دام سنوات عديدة، لكنه استطاع أن يتقدم بأطروحته في الفقه المقارن لنيل درجة الدكتوراه في رسالته بعنوان فقه القاسم بن محمد بن أبي بكر الصديق التي نوقشت في الثاني والعشرين من شهر رمضان المبارك عام 1407 هـ وحصل بموجبها على مرتبة الشرف الأولى. حصل على الدكتوراه وفي الوقت نفسه كان إماماً لصلاة التراويح في المسجد الحرام، ثم أصبح بعد ذلك عضواً من أعضاء التدريس بجامعة الملك عبد العزيز بجدة حيث يدرس الفقه المقارن.
اعتذر عن القضاء بعد حصوله على الماجستير بعد أن تم تعيينه قاضياً في منطقة ميسان بالقرب من الطائف، ثم صدر أمر ملكي من الملك خالد بن عبد العزيز بإخلاء طرفه من وزارة العدل وتعيينه محاضراً في كلية التربية بالمدينة المنورة فرع جامعة الملك عبد العزيز بالمدينة المنورة في قسم اللغة العربية والدراسات الإسلامية، وباشر التدريس بها في العام الجامعي 1401 هـ إلا أن طموح الشيخ علي جابر جعله يقرر بعد ذلك إكمال الدراسات العليا.
بلغت شهرته في وقت من الأوقات آفاق العالم الإسلامي فحنجرته التي تمتلك صوتاً شجياً في ترتيل القرآن الكريم كانت حاضرة في أسماع المسلمين وهم يتجهون صوب المسجد الحرام من خلال التلفاز والإذاعة لسماع هذا الصوت الندي والذي كان يؤم المصلين في صلاة القيام خلال شهر رمضان المبارك.

## النشأة

### نسبه
ولد علي جابر بمدينة جدة، في شهر ذي الحجة عام 1373هـ. ويعود نسبه إلى قبيلة آل علي جابر اليافعيين الذين استوطنوا منطقة خشامر في حضرموت، ونشروا فيها دعوة التوحيد، وحاربوا الجهل والخرافة، وعرفوا بتمسكهم بالكتاب والسنة الصحيحة وعقيدة السلف الصالح، ودعوتهم إلى منهج أهل السنة والجماعة، ومنها انتقل والده عبد الله بن صالح بن علي جابر إلى جدة بالحجاز واستقر بها.

### حفظه للقرآن الكريم
عند بلوغه الخامسة من العمر انتقل إلى المدينة المنورة برفقة والديه وأتم حفظ القرآن الكريم في الخامسة عشر من عمره، كان والده لا يسمح له ولاخوته بالخروج للشارع واللعب مع الأطفال حتى مات, فكان علي جابر لا يعرف إلا طريق المسجد النبوي ومن ثم الدراسة وأخيراً العودة إلى البيت، توفي والده في عام 1384 هـ وعمر علي جابر آنذاك لا يتجاوز إحدى عشرة عاماً وكان لوالده الدور الكبير في تربيته وتنشئته كما يقول، ثم تولى تربيته ورعايته بعد وفاة والده والدته بالمشاركة مع خاله.
ولعل أبرز ما تميز به علي جابر هو بره الشديد بوالدته وحبه لها حتى أنه ضحى بأمور كثيرة في مقابل البقاء بجوار والدته في المدينة المنورة، وقد يعود سبب ذلك لوفاة والده وهو ما زال في مقاعد الدراسة، فقامت والدته بتربيته والاهتمام به بمساعدة خاله، وهذا ما جعله يتعلق بوالدته تعلقاً شديداً، كان لعبد الله والد علي جابر مطعم في حي باب شريف في جدة وعلي وشقيقه التوأم سالم معه وعندما وصل علي وسالم إلى سن الخامسة رغب والدهما للانتقال إلى المدينة المنورة، فانتقلوا جميعاً إلى هناك واستقروا بها، كان والد علي جابر يرغب في أن يكون أحد أبنائه صاحب علم شرعي فأراد أن يتقرب من مجالس العلم فكانت المدينة النبوية هي المستقر له ولعائلته، لكن الإرادة الإلهية لم ترد أن يرى أحد أبنائه بهذه الصفة، فتوفي وعمر علي وسالم أحد عشر عاماً أي بعد المكوث في المدينة ست سنوات فقط، فتولت الأم تربية أبنائها بمساعدة أخيها، كانت تقرن أقوالها بأفعالها فمثلاً عندما كانت تأمرهم بالصلاة كانت هي أول من تقوم الليل، لذا كان تعلق أبنائها بها شديداً وخاصة علي الذي لازمها حتى وفاتها.
وفاة والد الشيخ علي جابر وهو في هذه السن المبكرة لم تجعله يتجه في الاتجاه المعاكس، فحفظ القرآن الكريم قبل سن البلوغ، وأتقن الحفظ فلم يكن يخطئ فيه إلا نادراً، وفي فترات متباعدة يراجع يوميا جزئين من القرآن غيباً، وزاد ذلك بحرصه على طلب العلم منذ صغره حتى أنه تخرج في الجامعة ومن قبلها وبعدها في مرحلتي الماجستير والدكتوراه بتقدير امتياز مع مرتبة الشرف الأولى. وفي مرحلة النشأة التي عاش فيها علي جابر طفلاً ثم شاباً التي لم يتأثر فيها بالمغريات التي واجهت أقرانه.
ترسخ في نفس وعقل علي جابر أمنية والده في أن يكون أحد أبنائه عالماً شرعياً، فحرص بمساعدة والدته على تحقيق أمنية والده، فترك اللعب مع الأقران واتجه إلى إكمال دراسته الشرعية في دار الحديث وحفظ القرآن الكريم في جامع الأميرة منيرة ثم معهد القرآن الكريم، ليكمل بعد ذلك الدراسة الثانوية في المعهد الثانوي ويتجه بعدها إلى كلية الشريعة بالجامعة الإسلامية ويتخرج منها عام 95 /1396 هـ بدرجة امتياز، ليغادر اثر ذلك إلى الرياض لإكمال دراسة الماجستير من المعهد العالي للقضاء الذي حصل عليه بتقدير امتياز في أطروحته (فقه عبد الله بن عمر ما وأثره في مدرسة المدينة) ثم الدكتوراه بتقدير امتياز مع مرتبة الشرف الأولى في اطروحته (فقه القاسم بن محمد بن أبي بكر الصديق موازناً بفقه أشهر المجتهدين).
بدأ علي جابر حفظ القرآن الكريم في مسجد الأميرة منيرة بنت عبد الرحمن الذي يقع في منطقة باب المجيدي بالمدينة المنورة، حفظ القرآن على يد شيخين في المسجد وحفظ على يديهما أحدة عشرة جزءاً من القرآن ثم رشح بعد ذلك للالتحاق بالمعهد الذي افتتحته الجامعة الخيرية لتحفيظ القرآن الكريم بالمدينة المنورة وكان يدير المعهد الشيخ خليل عبد الرحمن، وأكمل علي جابر على يديه حفظ بقية الأجزاء من القرآن، وكان له دور بارز في تمكين علي جابر من الحفظ واتقان التجويد على أسسه السليمة.
ورغم مثابرة علي جابر وجده وإخلاصه في طلب العلم وبعده عن الراحة والتقاعس، إلا أنه يعتبر نفسه لم يفعل شيئا ولم يكن له دور فيه سوى المتابعة، ويتحدث عن ذلك بقوله «لا استطيع أن أدّعي لنفسي أنني كنت بنفسي مجردا أقوم بهذا الدور ولكن أقول إن توفيق الله عز وجل هو الذي شجعني وحباني ومنحني هذه المسيرة التعليمية التي اختتمت بالحصول على الدكتوراه وان كانت لم تنته من حيث العلم، وإنما انتهت من حيث الناحية الرسمية في الدراسات العليا، ولمشايخنا الذين تتلمذنا عليهم في كلية الشريعة دور كبير في أن يتوجه الإنسان بعد التخرج صوب الدراسات العليا، لان النفس إذا ألفت الراحة وتقاعست بعد الحصول على الإجازة العالية يصعب عليها بعد ذلك مواصلة الدراسات العليا ما لم يكن الطريق موصولا بعضه ببعض، وهذه نصيحة مشايخنا وقد قمنا بها حسب الاستطاعة وقدر الإمكان».
علي جابر والقرآن الكريم
لمس علي جابر أثر حفظه للقرآن الكريم في حياته، وكان مدركاً أن الإنسان إذا ركز على تعقل القرآن ومعانيه وتفهمه فإن ذلك يزيده حفظاً وقوة على ما هو عليه، يقول عن ذلك الأثر في نفسه: (القرآن ليس المقصود منه التغني وتزيين الصوت به وإنما يجب أن يكون واقعاً عملياً سلوكياً يقوم الإنسان بتطبيقه في واقع حياته كلها).
ويزداد هذا التأثر بالقرآن الكريم عندما تحدث بقوله: القرآن الكريم أنزله الله هداية للعالمين، وأحد مصادر هذه الشريعة الإسلامية، وهو أيضاً شفاء ورحمة للمؤمنين، والذي يقرأ القرآن بتعقل وتدبر وتفهم لمعانيه فلا شك أن ذلك يوصله إلى طريق السعادة والنجاة في الدارين، وقد ورد عن الرسول قوله: (القرآن حجة لك أو عليك), فهذا الكتاب الكريم إما أن يكون حجة للإنسان من حيث التطبيق العملي لما فيه من أوامر ونواه وإما أن يكون حجة عليه عندما يخالف ما ذكر فيه، ولهذا لا يمكن أن نكتفي بحفظه بل لابد من تدبره فقد أنزله الله عز وجل للتدبر كما قال سبحانه: {كتاب أنزلناه إليك مبارك ليدبروا آياته وليتذكر أولو الألباب}.
ورغم ذلك التواضع من علي جابر الذي لمسه منه جميع المقربين منه وتأكيده على أن ليس للتغني وتزيين الصوت به إلا أن حلاوة صوته بالقرآن جعلت العديد من الشباب يتأثرون به ويعودون ويتوبون إلى الله بعد سماعهم له سواء من خلال إمامته في المسجد الحرام أو من الأشرطة السمعية لكن الشيخ لا يدعي ذلك لنفسه بقوله: (لا أدعي لنفسي التأثير ولكني أقول إن الصوت الحسن وقراءة القرآن محبرّة له أثر عظيم في نفس الإنسان المسلم، وهذا يتضح من فعل الرسول مع ابن مسعود عندما قال له: (اقرأ عليّ) قال: كيف اقرأ وعليك أنزل، قال: (إني أحب أن اسمعه من غيري) فقرأ عليه صدراً من سورة النساء حتى وصل إلى قول الله: {فكيف إذا جئنا من كل أمة بشهيد وجئنا بك على هؤلاء شهيداً}, بكى رسول الله وقال في ابن مسعود: من أراد أن يقرأ القرآن غضاً طرياً كما أنزل فليقرأ على قراءة ابن أم عبد، فلا شك أن الصوت الحسن والقراءة المحبّرة لها أثر عظيم على السامعين).
مع الشيخ محمد أيوب في حلقة واحدة
كان علي جابر يدرس في حلقة واحدة مع الشيخ محمد أيوب لدى الشيخ خليل الرحمن قاري في معهد القرآن الكريم، مع أن محمد أيوب كان يكبر علي جابر بعدة سنوات ويسبقه في الحفظ، جمع علي جابر بين حفظ القرآن الكريم والأدب والخجل والهدوء وهو ما تحدث به شيخه بخاري الذي أوضح أنه قليل اللعب مع أقرانه، قال عبد الله علي جابر ابن علي جابر إن والده كان يراجع القرآن من بعد صلاة العصر إلى قبل الإفطار كل يوم وكان يفطر ببعض التمرات والشوربة الساخنة ولا يكثر من وجبة الإفطار لأنها قد ترهق الإمام في صلاته وبعدها يتهيأ لصلاة التراويح.
مراحل تعليمه بالمدينة النبوية
- درس المرحلتين الابتدائية والمتوسطة بمدرسة دار الحديث بالمدينة المنورة.[4]
- درس المرحلة الثانوية بالمعهد الثانوي التابع للجامعة الإسلامية بالمدينة المنورة.[4]
- درس المرحلة الجامعية بكلية الشريعة بالجامعة الإسلامية بالمدينة المنورة وتخرج فيها عام 1395 - 1396 هـ بدرجة امتياز.[4]

أبرز المشائخ الذين تلقى عنهم في المدينة النبوية
- الشيخ عبد العزيز بن عبد الله بن باز عندما كان رئيساً للجامعة الإسلامية بالمدينة، وكان يلازم الشيخ كثيراً ويتناول معه الغداء والعشاء على سفرته العامرة أغلب الأيام في تلك الفترة.[4] والشيخ محمد المختار بن أحمد الجكني الشنقيطي المدرس بالمسجد النبوي سابقاً، وكان الشيخ علي جابر يدرس عليه في المسجد وفي بيته، وهو والد الشيخ الفقيه الدكتور محمد بن محمد المختار الشنقيطي المدرس حالياً بالمسجد النبوي الشريف.[4]

## الدراسات العليا
بعد انتهاء علي جابر من مرحلة البكالوريوس وتخرجه من الجامعة فضل إكمال الدراسات العليا على أن يلتحق بالسلك الوظيفي، ويتحدث عن ذلك قائلا:
 وكان التحاق علي جابر بالمعهد العالي للقضاء عام 1396 - 1397 هـ وأكمل به السنة المنهجية للماجستير، ثم أعد الأطروحة وكانت عن فقه عبد الله بن عمر وأثره في مدرسة المدينة ونوقشت الرسالة عام 1400 هـ وحصل على درجة الماجستير بامتياز.
اعتذاره تورعاً عن تولي منصب القضاء

بعد تفوق علي جابر وحصوله على درجة الماجستير رشح للقضاء من الشيخ عبد الله بن حميد الذي كان رئيساً لمجلس القضاء الأعلى في ذلك الوقت وتم تعيينه قاضياً في منطقة ميسان قرب الطائف إلا أن علي جابر اعتذر عن تولي هذا المنصب، ووضح سبب اعتذاره عن تولي منصب القضاء بما صح عن النبي من قوله: القضاة ثلاثة قاضيان في النار وقاض في الجنة. وطلب من من الشيخ عبد الله إعفاءه من القضاء وبذل شتى المحاولات إلا أن الشيخ عبد الله بن حميد رفض أن يعفيه، فتقدم بطلبه إلى الملك خالد لإعفائه من القضاء، فتم تعيينه مفتشاً إدارياً بوزارة العدل فكان يقول: 
 واعتذر أيضاً عن تولي هذه الوظيفة تورعاً. ومع اعتذاره عن تولي القضاء والتفتيش عليه تم إخلاء طرفه من وزارة العدل وبقي الشيخ سنة كاملة بدون وظيفة، ثم صدر أمر ملكي من الملك خالد بن عبد العزيز بإخلاء طرفه من وزارة العدل، وتعيينه محاضراً في كلية التربية بالمدينة المنورة فرع جامعة الملك عبد العزيز بالمدينة المنورة وبالتحديد في قسم اللغة العربية والدراسات الإسلامية، وباشر التدريس بها في شهر شوال من العام الجامعي 1401 هـ , إلا أن طموح الشيخ علي جابر لم يكن قاصراً عند هذا الحد، وقد انتابته في ذلك الحين أعراض عدة هل يواصل دراسته أم يتوظف، هذه الإرادة القوية وحب العلم وطلبه، جعلت الشيخ يقرر بعد تخرجه من الجامعة إكمال الدراسات العليا.
التدريس بالمدينة النبوية
وبعد ذلك عاد علي جابر إلى المدينة النبوية مجدداً ليمارس عمله محاضراً في قسم الدراسات الإسلامية واللغة العربية بكلية التربية بفرع جامعة الملك عبد العزيز بالمدينة المنورة. وفي نفس العام ابتعثته الجامعة لدراسة اللغة الإنجليزية في كندا فمكث فيها ثمانية أشهر وسجل فيها مصحفه المرتل الذي يذاع حالياً في إذاعة القرآن الكريم. ثم رجع إلى المملكة في شهر ربيع الأول عام 1404 هـ وتوجه إلى المدينة المنورة واستمر في عمله محاضراً بكلية التربية، وكان يصلي بالناس في رمضان ببعض مساجد المدينة النبوية. ثم في عام 1405 هـ تقدم إلى المعهد العالي للقضاء بالرياض لتسجيل موضوع رسالته لنيل درجة الدكتوراه في الفقه المقارن فتمت الموافقة وبدأ الشيخ تحضيره لرسالة الدكتوراه بعنوان: فقه القاسم بن محمد بن أبي بكر الصديق موازناً بفقه أشهر المجتهدين.
أراد علي جابر أن يحصل على الدكتوراه، بعد انقطاع دام سنوات عديدة، واستطاع أن يتقدم بأطروحته في الفقه المقارن لنيل درجة الدكتوراه في رسالته بعنوان: فقه القاسم بن محمد بن أبي بكر الصديق موازناً بفقه أشهر المجتهدين التي نوقشت في الثاني والعشرين من شهر رمضان المبارك عام 1407 هـ وحصل بموجبها على مرتبة الشرف الأولى.
حصل على الدكتوراه من المعهد العالي للقضاء بجامعة الإمام محمد بن سعود الإسلامية بالرياض في ثاني أيام العشر الأواخر من شهر رمضان لعام 1407 هـ وكانت مناقشته في الرياض مع أنه كان ملتزماً بإمامة المصلين بالمسجد الحرام بمكة المكرمة ورغم ذلك لم يغب عن الإمامة فجاء من المطار مباشرة إلى المحراب ليقوم بواجبه. ويوضح أحد المقربين من علي جابر تلك المرحلة بالقول: في اليوم الذي حصل فيه الشيخ جابر على الدكتوراه كان دوره في الإمامة، حيث كانت مقسمة على ثلاثة أئمة فيؤم أحد المشايخ يوما ويرتاح يومين، وصادف أن ذلك اليوم كان نصيبه، ورغم ذلك لم يغب عن الإمامة فجاء من المطار مباشرة إلى المحراب ليقوم بواجبه. بعد حصول الشيخ على درجة الدكتوراه في عام 1407 هـ تم تعيينه أستاذاً للفقه المقارن بقسم الدراسات الإسلامية بكلية الآداب في جامعة الملك عبد العزيز بجدة، واستقر في عمله بجدة خاصة بعد وفاة والدته بالمدينة النبوية. استطاع علي جابر بحبه وإخلاصه للعلم والعمل، أن يجني ثمرة والده الذي تمنى أن يصبح أحد أبنائه صاحب علم شرعي، فاستطاع علي جابر بصبره ومثابرته على طلب العلم، أن يحقق أمنية والده حتى بعد وفاته.

## الإمامة
حفظ علي جابر القرآن في سن مبكرة وأتقن حفظه بصورة قد أذهلت الحفظة فأرادوا خطو نهجه، إلا أنه لم يكن يطمح في الإمامة إلا أن الحكمة الإلهية أوصلته ليكون إماماً بالمسجد الحرام، لم يسع علي جابر لأن يكون إماماً للمصلين بل أقحم فيها إقحاماً وأن السبب والباعث الأساسي لحفظ القرآن إنما كان لتدبر معانيه وتعقله، ولم يكن يقصد بحفظه أن يكون إماماً به لكن شاء الله أن يتولى الإمامة في مسجد الغمامة بالمدينة المنورة عامين متتالين - 1394 / 1396 - وهو نفس العام الذي تخرج فيه من الجامعة، ثم تولى الإمامة في مسجد السبق عاماً كاملاً, ثم جاء عام 1401 هـ في حقبة الملك خالد بن عبد العزيز فكان إماماً له في المسجد الخاص بقصره في الطائف, وعندما نزل مكة في ليلة الثالثة والعشرون من رمضان طلب الملك خالد بن عبد العزيز من علي جابر أن ينزل معه إلى مكة، ولم يبلغ علي جابر مسبقاً بأنه سيكون إماماً للحرم المكي أو أنه سيتولى الإمامة في ليلتها، بعد الإفطار طلب الملك خالد بن عبد العزيز من علي جابر التوجه للمسجد الحرام للصلاة بالناس في تلك الليلة، وكان المقرر أن علي جابر يؤم المصلين في تلك الليلة فقط ولكن بعض الأعيان والشخصيات الموجودة في مكة طلبوا من الملك أن يبقي على علي جابر في الليالي التالية حتى بعد رحيل الملك إلى الطائف، وبقي يؤم المصلين حتى ليلة التاسع والعشرون من رمضان ثم صدر أمر ملكي بتعيين علي جابر إماماً في المسجد الحرام.
ورغم أن الشيخ علي جابر فوجئ بإمامة المصلين في صلاة التراويح إلا أن المصلين لم يشعروا ولم يلاحظوا تلك الرهبة المعهودة على الأئمة عندما يقفوا لأول مرة على المحراب للإمامة، ومحراب المسجد الحرام الذي يمر أمامه الطائفون ويصلي خلفه الملايين في ليالي العشر الأخيرة من رمضان، لم ينتب علي جابر رهبة الموقف  رغم أن عمره كان حينها 27 عاماً, ثم صار الشيخ إماماً رسمياً بالمسجد الحرام يؤم الناس بصوته الشجي في صلاة الفجر بالمسجد الحرام عام 1402 هـ وفي صلاة التراويح والتهجد وهو نفس العام الذي توفي فيه الملك خالد بن عبد العزيز.
طلبه الإعفاء من الإمامة بالمسجد الحرام

في عام 1403 هـ ولظروف عديدة تقدم علي جابر بطلب الإعفاء من الإمامة بالمسجد الحرام ووافق عليه مسئولوا رئاسة شؤون الحرمين، وفضل أن يرجع إلى عمله بالتدريس الجامعي في المدينة المنورة يذكر منها شدة تعلق الشيخ ببر والدته في المدينة وكونه كثيراً ما كان من ورعه ينبه ويقول: 
 ورغبته في نفس الوقت بمواصلة مسيرته في طلب العلم وتدريسه من خلال عمله الوظيفي وهو التدريس الجامعي بالمدينة النبوية التي نشأ وطلب العلم فيها وعاصر فيها نخبة من كبار العلماء وكان متعلقاً بها ويسافر إليها من مكة كل يوم أحد وثلاثاء ليباشر عمله في التدريس الجامعي فيها، وكذلك ما تعرض له من ابتلاءات عديدة بسبب الشهرة الكبيرة التي حصلت له من إعجاب الناس بتلاوته في المسجد الحرام وكونه أبرز من شد الناس بتلاوته في المسجد الحرام في ذلك الوقت وحتى الوقت الحاضر، فقد جلبت له الشهرة مع كثرة المحبين حساداً على ما من الله به عليه، ومن الابتلاءات أن علي جابر فقد صوته تماماً لعدة أشهر ثم شفي ورجع له صوته العذب وذلك قبل أن يتقدم بطلب الإعفاء، هذه الظروف مجتمعة من العوامل التي دفعت علي جابر لأن يتقدم بطلب الإعفاء من إمامة المسجد الحرام ليتفرغ للعلم والتعليم بالمدينة وبر والدته ويتورع عن تحمل أمانة ومسؤولية الإمامة في المسجد الحرام والشهرة التي يسعى إليها الكثيرون وينأى بنفسه عن حسد الحاسدين.

## الأعوام الأخيرة في إمامته بالمسجد الحرام
كان علي جابر إماماً رسمياً في المسجد الحرام بأمر من الملك خالد بن عبد العزيز وكان يصلي بالناس صلاة الفجر بالمسجد الحرام وصلاة التراويح والتهجد وذلك منذ الثالث والعشرين من رمضان عام 1401 هـ واستمر على ذلك عام 1402 هـ. وبعد وفاة الملك خالد عام 1402 هـ صلى ذلك العام بالمسجد الحرام إماماً رسمياً ثم طلب الإعفاء من الإمامة بالمسجد الحرام ورجع إلى عمله بالمدينة النبوية، وبذلك لم يعد الشيخ إماماً رسمياً بالمسجد الحرام. لكن في مطلع رمضان 1406 هـ تم تكليف الشيخ مجدداً بالإمامة في صلاة القيام في رمضان، وصار إماماً مكلفاً فقط في شهر رمضان لصلاة القيام.
تكليفه بالإمامة مجدداً في المسجد الحرام
في مطلع رمضان عام 1406 هـ وبأمر من الأمير سلطان بن عبد العزيز توجه الشيخ إلى مكة المكرمة ليصلي بالناس مجدداً في المسجد الحرام صلاة القيام في شهر رمضان من ذلك العام – كإمام مكلف لصلاة القيام في شهر رمضان - بعد أن صلى أول الليالي من رمضان ذلك العام في مسجد المحتسب بالمدينة المنورة، ثم في العام الذي تلاه تلقى الشيخ مجدداً دعوة رسمية للتكليف بإمامة المسلمين في المسجد الحرام في شهر رمضان عام 1407 هـ وفي الثاني والعشرين من نفس الشهر حصل على درجة الدكتوراه في مدينة الرياض. وفي عام 1408 هـ وكذلك في عام 1409 هـ تلقى علي جابر دعوة تكليف للإمامة في الحرم الذي كان آخر رمضان تصل إلى علي جابر فيه دعوة رسمية للتكليف بالإمامة في الحرم المكي وفي ذلك العام أيضاً تم تعيين رئيس جديد لشؤون الحرمين.
في رمضان عام 1410 هـ افتقد المصلون في المسجد الحرام الشيخ علي عبد الله جابر مجدداً لأنه لم تصل إليه دعوة رسمية للتكليف بإمامة المسجد الحرام في شهر رمضان كما كان حاصلاً في الأعوام التي سبقته، وصلى في رمضان ذلك العام في أقرب مسجد إلى بيته وهو مسجد بقشان بجدة ولم يكن هو إمام ذلك المسجد كما اشتهر عند البعض وإنما كان يصلي بالناس التراويح بإلحاح شديد من محبيه والقائمين على المسجد، لم يلتزم علي جابر بالإمامة في أي مسجد بعد توقف دعوات تكليفه للإمامة في المسجد الحرام وإنما كان الناس يقدمونه في الصلاة إذا كان حاضراً وقت إقامة الصلاة في المساجد المختلفة قرب منزله أو المساجد الأخرى لتقديرهم وحبهم للصلاة خلفه، واستمر على ذلك عدة سنوات ثم مرض ولزم بيته لسنوات وانقطع عن الصلاة بالناس.

## علاقة خاصة مع الملك خالد
كانت تربط علي جابر والملك خالد علاقة وطيدة حيث كان إماماً خاصاً لمسجده في قصره بالطائف ثم عينه بنفسه في المسجد الحرام إماماً وتوجه معه شخصياً إلى المسجد الحرام وصلى خلفه إلا أن علي جابر أراد الاحتفاظ بهذه العلاقة عندما قال: أما عن علاقتي بالملك الراحل خالد بن عبد العزيز فهي علاقة خاصة احتفظ بها لنفسي.

## نظرته الفقهية الدعوية
مع أن علي عبد الله جابر كان متميزاً في تحصيله العلمي ولقاء العلماء والاستفادة منهم فإنه من أدبه وورعه لم يكن يعد نفسه من العلماء مع أنه كان قوي الحجة وضليعاً في الفقه المقارن ولم يكن يلقي دروساً خارج نطاق الجامعة وعمله الرسمي المكلف به في ظل وجود نخب من العلماء الكبار والمفتين الذين تتلمذ على بعضهم، إلا ما كان له من بعض المشاركات في المحاضرات والندوات حين يطلب منه ذلك في داخل المملكة أو خارجها عندما يكون مسافراً.
كان علي جابر مع أدبه وتواضعه قوياً في الحق صريحاً لا يلتفت للمجاملات أو لوم اللائمين، وعرف ذلك منه في لقاءاته داخل المملكة وخارجها، ولا زال الناس يتحدثون عن جرئته وقوته في الحق وذلك في الندوة المعروفة التي شارك فيها مع الشيخ عبد الرحمن السديس ومسؤول الأوقاف والتي كان موضوعها يتحدث عن الأئمة وشروط الإمامة في المساجد، وكانت معقودة في النادي الأدبي بمكة المكرمة. ومن نظرته الفقهية أنه كان يدعو لاستخدام مختلف الوسائل الحديثة للدعوة والتعليم كتصوير اللقاءات والمحاضرات العلمية تلفزيونياً وابتدأ الشيخ تسجيل حلقات تلفزيونية لتلاوة القرآن الكريم كانت تعرض في التلفزيون السعودي منذ عام 1403 هـ وعندما سافر إلى كندا سجل مصحفه المرتل صوتياً الذي يعرض إلى وقتنا الحاضر في إذاعة القرآن الكريم بالمملكة، في حين كان يتردد الآخرون في ذلك بل كان كثيرون من أهل العلم يرون عدم جواز التصوير المرئي في ذلك الوقت، مع أنهم اليوم ممن يظهرون في القنوات الفضائية المرئية ويحرصون على نفع الناس من خلالها.
وفي حين كان يتحدث المصلحون عن خطورة البث المباشر للقنوات الفضائية التي ستغزو العالم الإسلامي والتصدي لدخولها كان علي جابر يدعو منذ ذلك الوقت في لقاءاته الصحفية للإعداد الدعوي والتحضير لاستخدام هذه التقنية في الخير والبدأ في تجهيز البرامج المرئية لتعليم الإسلام والخير للناس. ظهرت الجماعات الإسلامية والأحزاب المختلفة وفتن التخطئة والتبديع والتكفير، كان علي جابر في الجبه الأخرة يدعو إلى عدم الانتساب لأي منها سوى الانتساب للإسلام والإيمان ولزوم منهج السلف الصالح من الصحابة والتابعين من أهل السنة والجماعة واقتفاء آثارهم، مع عدم التشهير والتجريح بأسماء الأشخاص علانية على المنابر في حال الاختلاف مع آرائهم، والتأدب في دعوتهم بالرفق والحكمة والموعظة الحسنة، ولا زال على ذلك إلى أن توفي ومحبته في قلوب أكثر الشعوب الإسلامية ممن عرفه، ولا شك أنه استفاد في ذلك كثيراً من علم وأدب شيخه عبد العزيز بن باز.
نصيحته للشباب والعلماء

لم ينس علي جابر وصيته للشباب بحفظ القرآن الكريم وتدبر معانيه فكان ينصح ويجتهد في النصيحة سواء لمن حوله أو طلابه في الجامعة فيقول لهم: 

وكان علي جابر يطالب العلماء والمفكرين إلى أن يقوموا باحتضان الشباب والتغلغل في أعماق نفوسهم حتى يعرفوا ما عندهم من مشكلات فيعالجونها على ضوء ما رسمته الشريعة الإسلامية ويقول:
 وفي المقابل فإن علي جابر يوجه حديثه للشباب بقوله:

## وفاته
توفي علي جابر مساء يوم الأربعاء الثاني عشر من شهر ذي القعدة 1426هـ الموافق 14 ديسمبر 2005م في مدينة جدة، بعدما عانى كثيراً من المرض بعد أن أجرى عملية جراحية للتخلص من الوزن الزائد رجعت بآثار سلبية ومضاعفات على صحته مما استدعى مراجعته للمستشفى شهوراً طويلة ودخوله مراراً لغرفة العناية المركزة.
ذكر ابنه عبد الله، أنه لما أخرج الشيخ لتغسيله، وقد مكث 12 ساعة في ثلاجة الموتى بالمستشفى، كانت أطرافه لينةً سهلةَ التحريك ولم يكن جسده صلباً مجمداً، وهو ما أثار دهشة مغسليه، حيث أن الأطباء يؤكدون أن سِتَّ ساعات كافية لتجميد الجسم تماماً. ثم نُقِل إلى مكة المكرمة وصُلي عليه في المسجد الحرام بعد صلاة العصر من يوم الخميس الثالث عشر من شهر ذي القعدة عام 1426هـ ودفن في مقبرة الشرائع بمكة المكرمة.
أم المصلين في صلاة الجنازة عليه بالمسجد الحرام الشيخ صالح آل طالب ثم مشى مع الجنازة وركب معها إلى مقبرة الشرائع بمكة المكرمة وشارك بدفن علي جابر ولحده، كما صلى عليه في مقبرة الشرائع قبل الدفن جموع من المصلين الذين فاتتهم صلاة الجنازة بالمسجد الحرام وأمهم الشيخ الدكتور محمد أيوب إمام المسجد النبوي سابقاً وزميل الشيخ علي جابر، وكذلك كان من الحضور الشيخ عبد الودود حنيف والشيخ منصور العامر وجموع غفيرة أتت لتشييع الجثمان كما ساهم رجال الأمن في تسهيل تشييع الناس للجنازة.
وفاته بابتسامة
حمل علي جابر ونقل إلى المغسلة، وبدأ بغسله في التاسعة صباحاً، كان عظيم الجسم، إلا أنه حمل النعش ثلاثة أشخاص إلى طاولة الغسيل بكل سهولة، وهذه الخفة تناقض عظم جسده، شرع في خلع ما عليه من ملابس، وإذا بالجسد وكأنه لم يدخل الثلاجة، فلم يكن بارداً أبداً، إنما برودة عادية برودة الميت الطبيعية، وقد مكث في الثلاجة اثنتي عشرة ساعة، وعندما حرك يده المغسل إذا بها تتحرك بكل سهولة وكأنه نائم، أثر ذلك في المغسل كثيراً لأن الميت إذا مكث في الثلاجة أكثر من ساعة فإن جسمه يتصلب، إضافة إلى أن وجهه تعلوه ابتسامة واضحة، ثم صلى الظهر عليه ثم حمل المصلون علي جابر وتوجهوا إلى المكان الذي طالما تعلق قلبه به بيت الله الحرام ودفن في الشرائع.

## وصلات الخارجية
- المصحف المرتّل للشيخ على موقع طريق الإسلام
- صفحة القارئ علي جابر على موقع تي في قرآن
- سورة مريم بصوت علي جابر على يوتيوب تسجيل من قرآت الحرم المكي.
- إحدا أجمل القرآت على يوتيوب مقطع من الحرم المكي.
- الفاتحة من الحرم المكي على يوتيوب
- مقطع من سورة النمل بصوت علي جابر على يوتيوب
- القارئ ناصر القطامي يتحدث عن قراءة علي جابر على يوتيوب
- الخليفي وعلي جابر على يوتيوب
- الشيخ محمد أيوب يتحدث عن الشيخ علي جابر على يوتيوب
- عائض القرني يتحدث عن علي جابر على يوتيوب
- برنامج خبر وتعليق عن وفاة علي جابر على يوتيوب من قناة المجد الفضائية.
- الجزء 27 كاملاً للقارئ على جابر الختمة المنوعة على يوتيوب من قناة المجد للقرآن الكريم.

فلم وثائقي عن علي جابر
- الجزء الأول على يوتيوب من إعداد قناة المجد باسم برنامج القراء.
- الجزء الثاني على يوتيوب من إعداد قناة المجد باسم برنامج القراء.
- الجزء الثالث على يوتيوب من إعداد قناة المجد باسم برنامج القراء.
- الجزء الرابع على يوتيوب من إعداد قناة المجد باسم برنامج القراء.
- الجزء الخامس على يوتيوب من إعداد قناة المجد باسم برنامج القراء.
- الجزء السادس على يوتيوب من إعداد قناة المجد باسم برنامج القراء.